# George Johan van Weede
George Johan des H.R. Rijksbaron van Weede (Utrecht, 27 september 1627 - 's-Gravenhage, 20 september 1696), heer van Biljoen, Walenburg, Balgoy en Keent was een vooraanstaande telg uit het adellijke geslacht Van Weede.

## Biografie
Hij was de zoon van Johan van Weede, secretaris van het Domkapittel te Utrecht, raad, schepen en burgemeester te Utrecht, gecommitteerde ter Staten Generaal en gezant naar Denemarken. Zijn moeder was Catharina de Cupere. Het gezin woonde aan het Janskerkhof te Utrecht, hij had vijf zusters en drie broers. Hij trouwde in 1656 met Johanna van Lennep van Billion, die toen net eigenaresse was geworden van kasteel Biljoen te Velp; zij overleed echter vier jaar later kinderloos. Vervolgens trouwde hij in 1674 met Agnes Margaretha van Raesfelt (1646 - 1712). Zij kregen een dochter Everdina Jacoba Wilhelmina van Weede (1685-1724).
In 1672 werd hij als kolonel benoemd tot commandant van de Regimenten Scheepssoldaten, de voorloper van het Korps Mariniers. Hij bekleedde deze functie tot 1678. In 1672 werd hij tevens benoemd tot Gouverneur van de vestingstad Grave. Onder zijn leiding werden de vestingwerken aanzienlijk verbeterd, wat gevolgen zou hebben in het verloop van het Rampjaar.
Hij onderscheidde hij zich als commandant van een regiment Mariniers bij de Slag bij Seneffe in 1674.
In 1675 werd hij door keizer Leopold I verheven tot 'des H.R. Rijksbaron'.